# Siobhan Williams
Siobhan Williams (Cambridge, Inglaterra; 10 de enero de 1992) es una actriz canadiense nacida en Gran Bretaña.

## Carrera
El primer papel de Williams fue el del personaje recurrente Jamie Lewis en Heartland. En Flicka: Country Pride de 20th Century Fox, por la que en 2013 fue nominada al Premio Young Artist (Mejor Actuación de una Actriz Joven). También fue nominada por su actuación en Christmas Miracle del Grupo Nasser (Mejor Actriz de Reparto). Williams también interpretó al personaje recurrente Ginger en la serie de acción en vivo Level Up de Cartoon Network, que Teletoon recogió en Canadá. Williams actuó como estrella invitada en el segundo episodio del nuevo drama procesal de CTV, Motive, que se emitió como estreno de la serie en ABC después de su estreno en el verano de 2013. Williams interpretó a Tiffany Greenwood, una estudiante de secundaria brutalmente asesinada por un candidato a alcalde/amigo de la familia que amenazó con exponer. Esta actuación le valió otra nominación al Premio Artista Joven, y esta vez ganó como Mejor Actuación de una Estrella Invitada. También apareció en un papel secundario en Forever 16 de Lifetime, que se estrenó en septiembre de 2013.
Williams fue estrella invitada en el estreno y final de la temporada 3 de Hell on Wheels de AMC. Interpretó a la hija de un patriarca mormón cuya familia es desalojada de su granja por funcionarios ferroviarios y apareció en un arco muy controvertido con el protagonista de la serie Anson Mount. Debía regresar en la temporada 4 como parte del elenco principal, pero no pudo aceptar el contrato debido a conflictos de programación con Black Box. En el verano de 2013 rodó un western dirigido por Jon Cassar titulado Forsaken, junto a Kiefer Sutherland, Donald Sutherland, Demi Moore y Brian Cox. El 8 de agosto de 2014, se anunció que Williams participaría en la serie dramática de Lifetime, UnREAL.
Desde 2021, Williams lanza música original bajo el nombre artístico SIØBHAN.

## Filmografía
| Cine | Cine                                        | Cine              | Cine                                    |
| Año  | Título                                      | Rol               | Notas                                   |
| ---- | ------------------------------------------- | ----------------- | --------------------------------------- |
| 2012 | Flicka: Country Pride                       | Stephanie         |                                         |
| 2012 | Christmas Miracle                           | Christy           |                                         |
| 2013 | Cheyenne                                    | Cheyenne          | Cortometraje                            |
| 2015 | Nursing Sisters                             | Eden Pringle      | Cortometraje; parte de Heritage Minutes |
| 2015 | Forsaken                                    | Emily Chadwick    |                                         |
| 2016 | A Miracle on Christmas Lake                 | Karen Bell        |                                         |
| 2017 | Adventures in Public School                 | Anastasia         |                                         |
| 2017 | Garage Sale Mysteries: Murder Most Medievil | Emma              |                                         |
| 2017 | My Little Pony: The Movie                   | Voces adicionales |                                         |
| 2018 | Welcome to Marwen                           | Elsa              |                                         |
| 2019 | Italy                                       | Dylan             | Cortometraje                            |
| 2020 | Bright Hill Road                            | Marcy             |                                         |

| Televisión | Televisión         | Televisión        | Televisión                                    |
| Año        | Título             | Rol               | Notas                                         |
| ---------- | ------------------ | ----------------- | --------------------------------------------- |
| 2010       | Heartland          | Jamie Lewis       | Elenco recurrente (6 episodios)               |
| 2012       | Level Up           | Ginger            | Elenco recurrente (5 episodios)               |
| 2012       | Radio Rebel        | Carnation Girl    | Película para televisión                      |
| 2013       | Motive             | Tiffany Greenwood | Episodio: «Crimes of Passion»                 |
| 2013       | Hell on Wheels     | Naomi Hatch       | Elenco recurrente (2 episodios)               |
| 2013       | Forever 16         | Alexis            | Película para televisión                      |
| 2014       | Black Box          | Esme Black        | 13 episodios                                  |
| 2015       | UnREAL             | Lizzie            | 7 episodios                                   |
| 2015       | Reign              | Lady Amelie       | Episodio: «Tasting Revenge»                   |
| 2016       | Wynonna Earp       | Steph             | Episodio: «Walking After Midnight»            |
| 2017       | Sea Change         | Ginny             | Película para televisión                      |
| 2017       | Hit the Road       | Carissa Bowden    | 2 episodios                                   |
| 2017-2018  | Beyblade Burst     | Kristina Kuroda   | 40 episodios (voz)                            |
| 2018       | Van Helsing        | Siobhan           | Episodio: «I Awake»                           |
| 2018       | Secret Millionaire | Allison Johnson   | Película para televisión                      |
| 2019       | Valley of the Boom | Jenn              | 2 episodios                                   |
| 2019       | Masters of Doom    | Stevie Case       | Piloto que nunca salió al aire                |
| 2019       | Deadly Class       | Brandy            | Elenco recurrente (6 episodios)               |
| 2020       | Sacred Lies        | Jo                | Elenco recurrente (Temporada 2; 10 episodios) |
| 2022       | Billy the Kid      | Irene             | 2 episodios                                   |
| 2024       | Sight Unseen       | Phoebe Winacott   | Episodio: «Fluffed»                           |
| TBA        | Murder by the Book | Lori              | Elenco principal                              |

| Videojuegos | Videojuegos   | Videojuegos   | Videojuegos                            |
| Año         | Título        | Rol           | Notas                                  |
| ----------- | ------------- | ------------- | -------------------------------------- |
| 2018        | Dragalia Lost | Cleo, Johanna |                                        |
| 2022        | The Quarry    | Laura Kearney | Voz, captura de movimiento y semejanza |
| 2022        | The Chant     | Jess          |                                        |

### Premios y nominaciones
| Galardón                    | Categoría                                                                                              | Nominada por                | Resultado | Ref.  |
| --------------------------- | --- | --------------------------- | --------- | ----- |
| Young Artist Awards         | Mejor actuación en una película para televisión, miniserie, especial o piloto: Actriz joven de reparto | Christmas Miracle           | Nominada  | [ 1 ] |
| Young Artist Awards         | Mejor interpretación en una película en DVD: Actriz joven                                              | Flicka: Country Pride       | Nominada  | [ 1 ] |
| Young Artist Awards         | Mejor interpretación en una serie de televisión: Actriz joven invitada de 17 a 21 años                 | Motive                      | Ganadora  | [ 6 ] |
| Leo Awards                  | Mejor interpretación femenina de reparto en una película                                               | Adventures in Public School | Nominada  | [ 7 ] |
| Leo Awards                  | Mejor actuación invitada femenina en una serie dramática                                               | Van Helsing                 | Nominada  | [ 8 ] |
| British Academy Games Award | Artista en un papel protagónico                                                                        | The Quarry                  | Nominada  | [ 9 ] |